# Despique

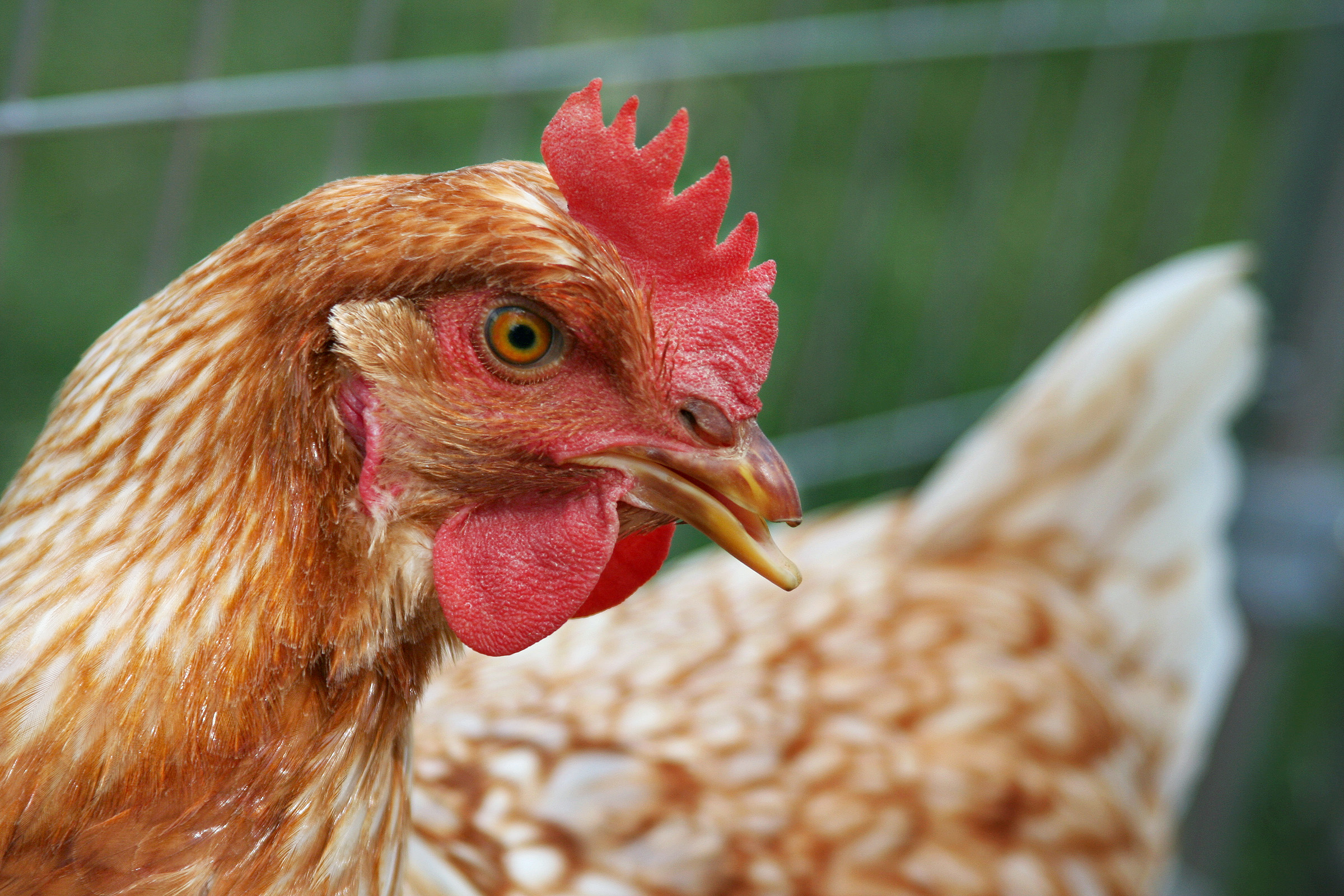
Ave adulta que fue despicada cuando era polluelo.

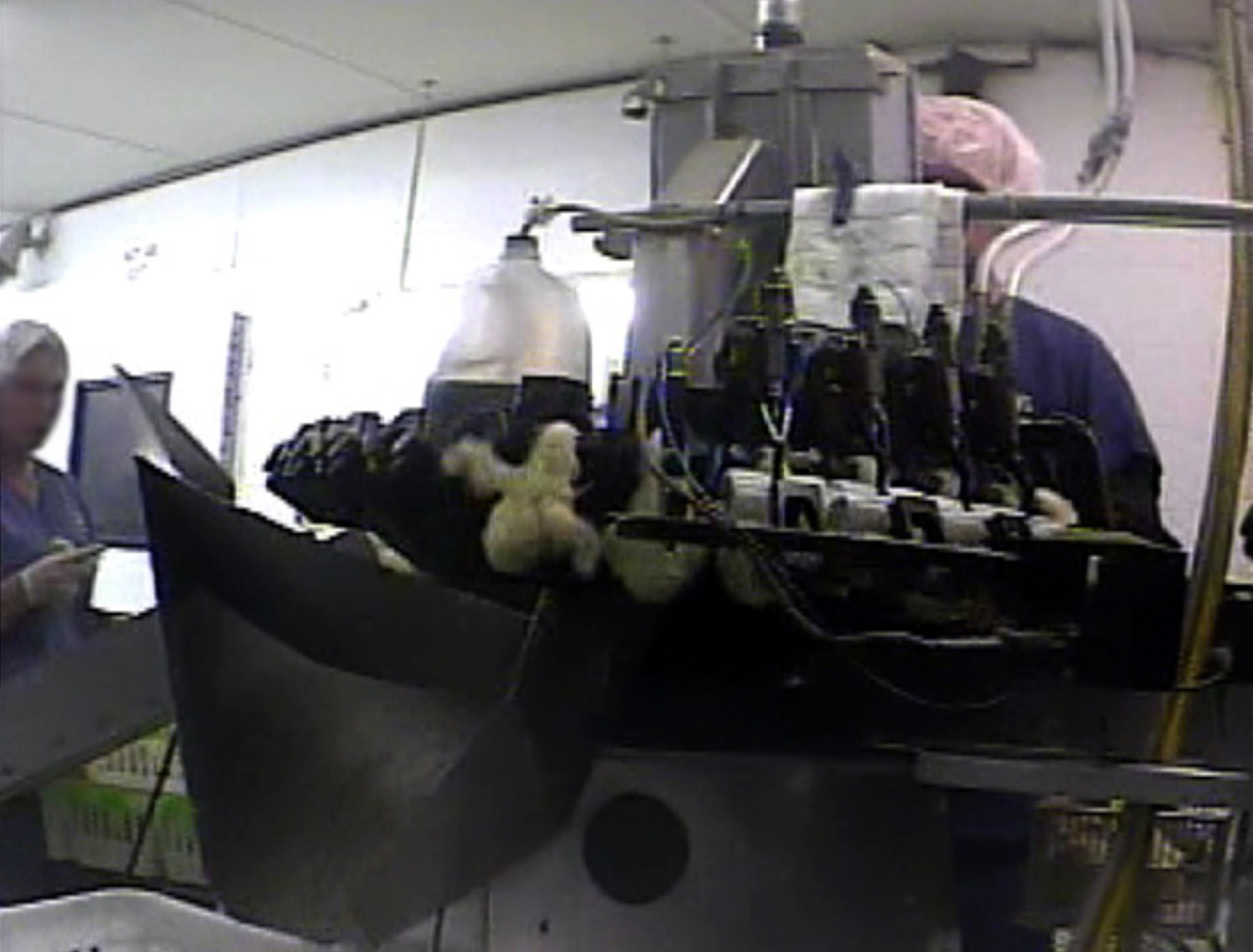
Criadero de huevos de la empresa HyLine para la manipulación genética del pico como alternativa al despique (2009).

El despique es la amputación parcial del pico de las aves de corral, especialmente gallinas ponedoras y pavos, aunque también se puede realizar en codornices y patos. Por lo general el despique es permanente, pero ocasionalmente el pico puede volver a crecer. El pico inferior se suele dejar más largo que el pico superior.
El despique es más común en las cepas de gallinas ponedoras de huevos. En algunos países, como los Estados Unidos, a los pavos es bastante frecuente que se les cercene el pico. En cambio, en el Reino Unido, solo el 10% de los pavos tienen el pico recortado. En España, según el Real Decreto 3/2002 está permitido el despique en polluelos de menos de diez días por personal cualificado, o posteriormente so prescripción veterinaria justificada. El corte del pico está prohibido en Suiza desde 1992 y en Alemania desde 2017. El despique es una medida preventiva para reducir el daño causado por picajes (o «picoteos») perjudiciales, como el picaje de plumas o el picaje de cloaca, que llevan al autodesplume, prolapso uterino e incluso al canibalismo. Los pollos de engorde comerciales no se despican de forma rutinaria cuando alcanzan el peso de matanza aproximadamente a las 6 semanas de edad, es decir, antes de que comience el picoteo perjudicial. Sin embargo, los pollos de cría y engorde puede despicarse para evitar que se dañen durante el apareamiento.  En algunos países, el despique se realiza como último recurso donde se considera que otras alternativas no son posibles o apropiadas.
Los opositores al despique afirman que el picaje obsesivo de las gallinas está relacionado con el estrés generado por las condiciones de explotación intensiva en las que viven. Por ello, tanto la cría masiva como el despique se considera formas de crueldad hacia los animales. 
En confinamiento cercano, el canibalismo, el picaje de plumas y la agresión son comunes entre pavos, patos, faisanes, codornices y pollos de muchas razas ponedoras (incluidas tanto las razas tradicionales como los híbridos modernos). La tendencia al canibalismo y al picoteo de plumas varía entre las diferentes cepas de pollos, pero no se manifiesta de manera consistente. Algunas bandadas de la misma raza pueden estar completamente libres de canibalismo, mientras que otras, bajo la misma gestión, pueden tener un brote grave. La mortalidad, principalmente debido al canibalismo, puede ser de hasta el 15% en las bandadas de desove alojadas en aviarios, granjas y sistemas de corral.
Debido a que las cepas de gallinas ponedoras de huevos se pueden mantener en grupos más pequeños en sistemas enjaulados (como en caso de las jaulas en batería para gallinas ponedoras) el canibalismo se reduce, lo que lleva a una tendencia más baja en la mortalidad en comparación con los sistemas sin jaula. El canibalismo entre las bandadas es muy variable y cuando no es problemático, la mortalidad entre los sistemas de producción es similar.

## Historia
El despique se desarrolló en la Ohio Experiment Station en los años 1930.  La técnica original era temporal, cortando aproximadamente 6 mm del pico. Se pensaba que la punta del pico no tenía suministro de sangre y presumiblemente no tenía sensación. El procedimiento se realiza a mano con un cuchillo afilado. Se considera esta medida cuando las muertes por canibalismo se volvieron excesivas o cuando el problema se anticipó debido a una historia de canibalismo en esa cepa particular de pollo.

El canibalismo es un grave problema de gestión que se remonta a los períodos anteriores a la vivienda intensiva de aves de corral se hizo popular. Los libros de aves de corral escritos antes de la integración vertical de la industria avícola describen el picoteo anormal de las aves de corral:

Tanto polluelos como aves adultas se pican entre sí para provocarse heridas de sangre, y luego siguen picándose entre sí hasta la muerte, lo que conduce a una gran pérdida económica en muchas parvadas, especialmente cuando se mantienen enjauladas... Se ha descubierto que amputar el pico según la recomendación de la Estación Experimental de Ohio [Ohio Experiment Station] es efectivo, hasta que vuelve a crecer.

El canibalismo se da especialmente en dos periodos de la vida de un pollo: durante el período de cría y al inicio de la puesta de huevos. El canibalismo durante la cría es generalmente el más dañino y es el que más llama la atención. El despique temporal desarrollado en la Estación Experimental de Ohio asumió que el canibalismo es una fase, y por lo tanto cortar el pico temporalmente sería un proceder adecuado.

### Métodos y pautas actuales
En los últimos años, el objetivo ha sido desarrollar un despique más permanente (igualmente, puede ser necesario repetir el corte), utilizando cuchillas calentadas eléctricamente en una máquina especializada para despique, que proporciona un corte de autocauterización. A fecha del 2012, había cuatro métodos ampliamente utilizados para amputar un pico: la cuchilla caliente, la cuchilla fría (tijeras o tijeras de podar), eléctrica (bio-beaket) e infrarroja. Los dos últimos métodos generalmente eliminan solo la punta del pico y no dejan una herida abierta; por lo tanto, pueden ofrecer mejoras en cuanto a bienestar animal. Se han investigado otros enfoques, como el uso de láseres, la liofilización y el retraso químico, pero no se utilizan ampliamente. El método infrarrojo dirige una fuerte fuente de calor hacia el tejido interno del pico y después de algunas semanas, la punta del pico superior e inferior muere y se cae, haciendo que el pico sea más corto con puntas romas. El bio-beaker, que utiliza una corriente eléctrica para quemar un pequeño agujero en el pico superior, es el método preferido para cercenar el pico de los pavos. El Consejo de Bienestar de los Animales de Granja (FAWC, por sus siglas en inglés) escribió sobre el despique en pavos que el corte en frío era el método más preciso, aunque se solía producir un crecimiento sustancial del pico; Aunque el bio-beaker limitó la regeneración del pico, fue menos preciso. Se consideró que el corte en caliente era el procedimiento más angustiante para los pavos.
En el Reino Unido, el despique en gallinas ponedoras normalmente ocurre al día de nacer, al mismo tiempo que el polluelo está siendo sexado y vacunado.
Las pautas de los Productores de Huevos Unidos (UEP, United Egg Producers) de EE. UU. sugieren que en las cepas de gallinas que ponen huevos, la longitud del pico superior distal de las fosas nasales que queda después del corte debe ser de 2 a 3 mm.  En el Reino Unido, el Consejo de Bienestar de los Animales de Granja declaró que «el procedimiento aceptado es eliminar no más de un tercio de los picos superior e inferior o no más de un tercio del pico superior solamente», aunque luego recomendó que «donde se lleve a cabo el despique, siempre que sea posible, debe limitarse a la inclinación del pico; es decir, el despunte del pico para eliminar la punta afilada que puede ser la causa del daño más severo a otras aves».

## Legislación

Leyes sobre el despique en todo el mundo.
Prohibición nacional de despique
Algunas prohibiciones subnacionales de despique
El despique es legal
Sin datos

### Australia
El despique está prohibido en el Territorio de la Capital Australiana. Se debatió en el parlamento australiano si debía prohibirse también en Victoria y Nueva Gales del Sur.

### Países nórdicos
El despique era común en Dinamarca hasta 2014, cuando se eliminó gradualmente y se convirtió en ilegal.
El despique también es ilegal en Suecia, Finlandia y Noruega.

### Alemania
El ministro de Agricultura, Christian Meyer, anunció que Alemania eliminaría gradualmente el despique para 2017 debido a las nuevas preocupaciones por el bienestar animal.

## Costes y beneficios

### Costes
Los costos de un despique se relacionan principalmente con las preocupaciones de bienestar. Estos incluyen fuerte estrés y dolor agudo, posiblemente crónico. La capacidad de un ave para consumir alimentos se ve notablemente afectada después del despique, debido en primer lugar a la forma del nuevo pico, que dificulta el agarrar la comida, y el dolor, sensible para el ave cada vez que alguna cosa roza el pico. La mayoría de los estudios informan una reducción en el peso corporal y la ingesta de alimento después del despique; sin embargo, en cuanto a la madurez sexual o producción de huevos, las tasas de crecimiento suelen ser normales. Las pérdidas de peso se redujeron en los pollitos que tenían el pico recortado por infrarrojos en comparación con los pollitos recortados por una cuchilla caliente.

#### Dolor causado por despique
Existe un gran debate sobre si el despique causa dolor agudo o leve. Es un problema ético complejo, ya que puede involucrar dolor agudo y / o crónico, y depende de varios factores, como la edad en que se realiza, el método y la cantidad del pico extraído. El corte del pico en la industria avícola generalmente ocurre sin anestesia al día de nacer o cuando los polluelos son muy jóvenes, pero puede ocurrir a una edad posterior si se produce un brote de picoteo de plumas, y en algunos casos, se puede cortar el pico de las aves. repetidas ocasiones El corte de pico no está permitido en el Reino Unido en pollos de carne que tienen más de 10 días de edad.

##### Dolor agudo
El pico es un órgano complejo y funcional con un suministro nervioso extenso que incluye nociceptores que sienten dolor y estímulos nocivos.  Por esto, es casi seguro que el ave sentirá dolor durante el despique, y probablemente dolor agudo. La evidencia conductual del dolor después del recorte del pico en gallinas ponedoras se ha basado en la reducción observada en el comportamiento de picoteo, la actividad reducida y el comportamiento social, y la mayor duración del sueño.  En la codorniz japonesa, el corte del pico por cauterización causó en las aves un peso corporal más bajo y así como menor consumo de alimento en el período inmediatamente posterior al truncamiento del pico. Se ha observado que los individuos que han sufrido despique, al igual que en otras mutilaciones animales como la caudectomía o la oniquectomía, tienden a tener un comportamiento más asocial con la manada e incluso agresivo. Un estudio de 2007 encontró que los patos criollos con despique pasaban menos tiempo involucrados en actividades relacionadas con el pico, como acicalarse, alimentarse, beber, picotear (el picoteo puede tener fines alimenticios, exploratorios o de higiene propia) y más tiempo reposando que los otros patos sin despique en los días inmediatamente posteriores a la operación. Estas diferencias desaparecieron una semana después del despique. Aparte, los patos despicados pesaron menos que los patos no despicados, aunque esta diferencia desapareció 2 semanas después de la amputación. No está claro si los cambios anteriores en el comportamiento surgen del dolor o de una pérdida de sensibilidad en el pico. Se ha encontrado que la fuerza de picoteo disminuye después del despique en gallinas adultas, posiblemente indicando que las gallinas están protegiendo un área dolorosa de una mayor estimulación. Sin embargo, la fuerza de picoteo no difirió entre los pollitos con o sin despique menores a los 2 a 9 días de edad, lo que sugiere que los pollitos con despique no experimentan dolor por el pico.

##### Dolor crónico
Se cree que el corte de pico severo o las aves de corte de pico a una edad avanzada causan dolor crónico. Después del corte del pico de gallinas mayores o adultas, los nociceptores en el muñón del pico muestran patrones anormales de descarga neural, lo que indican dolor agudo.  Los neuromas, masas enredadas de brotes de axón en regeneración hinchados, se encuentran en los tocones curados de los picos de las aves recortados a las 5 semanas de edad o más y en las aves severamente despicadas.  Los neuromas se han asociado con dolor fantasma en humanos amputados y, por lo tanto, se han relacionado con dolor crónico en aves con el pico recortado. Si el recorte del pico es severo debido a un procedimiento incorrecto o se realiza en aves mayores, los neuromas persistirán, lo que sugiere que las aves mayores recortadas del pico experimentan dolor crónico, aunque esto se ha debatido.

### Beneficios
Los beneficios del recorte del pico son principalmente ventajas de bienestar para las aves mantenidas en jaulas cerradas, algunas de las cuales se relacionan directamente con aumentos (o menores reducciones) en la producción. Estos incluyen reducción del picoteo y canibalismo de las plumas, mejores plumas (aunque les resulta difícil limpiarse con picos acortados, lo que significa que no tienen una buena higiene), menos temor y nerviosismo, menos estrés crónico y disminución de la mortalidad.

## Alternativas
Se han propuesto una variedad de opciones como posibles alternativas al despique, incluida la modificación genética de las aves de corral domesticadas para reducir las tendencias caníbales. Para granjas enjauladas donde es posible el control de la luz, la disminución de la intensidad de la luz para que las aves no puedan verse entre sí, lo que reduce fácilmente los encuentros antagónicos y el comportamiento agresivo. Los dispositivos de enriquecimiento, introducidos a una edad temprana, como los objetos simples colgados en un hábitat, pueden reducir el comportamiento agresivo. La división de la población en grupos más pequeños reduce el canibalismo. El manejo adecuado del peso corporal que evita las pollitas con bajo peso reduce la probabilidad de que las pollitas con bajo peso tengan prolapso uterino que conduce al canibalismo cloacal.